# جاناتان دیتون
جاناتان دیتون (به انگلیسی: Jonathan Dayton) سناتور سابق عضو حزب فدرالیست (آمریکا) بود. وی در سال ۱۷۹۹ تا ۱۸۰۵ میلادی سناتور ایالت نیوجرسی در سنای ایالات متحده آمریکا بود.